# Longlin
Longlín léase Long-Lin  (en chino, 隆林各族自治县; pinyin, Lónglín gèzú zìzhìxiàn; literalmente, ‘grandioso bosque’) es desde 1953 un condado autónomo, bajo la administración directa de la prefectura autónoma de Baise en la región autónoma Zhuang de Guangxi, República Popular China. Su área es de 3517 km² y su población total para 2020 superó los 350 mil habitantes.
El condado se considera una zona empobrecida, en 1993 los ingresos en todo el condado fue sólo 28 millones de yuanes (USD 3.5 millones), con la renta neta de los agricultores en promedio de sólo 368 yuanes (USD 48) por persona.

## Administración
El condado de Longlin se divide en 16 pueblos que se administran en 6 poblados y 10 villas. 

## Toponimia
Longlin (隆林) se traduce literalmente a -el grandioso bosque-, todos los condados autónomos reciben el nombre de la etnia que más la habita,como es el caso de Bairi que recibe el de la tibetana, Bairi Tibetana, en el caso de Longlin la mayor etnia es la Zhuang pero con solo el 50%, el condado se llama "el condado autónomo de las diferentes etnias de Longlin".
- Zhuang: 182,654 (53.74%)
- Miao: 80,855 (23.79%)
- Yi: 3,152 (0.93%)
- Gelao: 2,380 (0.7%)
- Han: 70,720 (20.81%)

## Clima
Longlin se ubica en zonas montañosas, la temperatura media anual de 19C, con una precipitación anual de 1144.6 mm, una zona de con clima subtropical.
Debido a su posición geográfica,los patrones climáticos en la siguiente tabla son los mismos de Baise.
| Parámetros climáticos promedio de Longlín (1971-2000)            | Parámetros climáticos promedio de Longlín (1971-2000) | Parámetros climáticos promedio de Longlín (1971-2000) | Parámetros climáticos promedio de Longlín (1971-2000) | Parámetros climáticos promedio de Longlín (1971-2000) | Parámetros climáticos promedio de Longlín (1971-2000) | Parámetros climáticos promedio de Longlín (1971-2000) | Parámetros climáticos promedio de Longlín (1971-2000) | Parámetros climáticos promedio de Longlín (1971-2000) | Parámetros climáticos promedio de Longlín (1971-2000) | Parámetros climáticos promedio de Longlín (1971-2000) | Parámetros climáticos promedio de Longlín (1971-2000) | Parámetros climáticos promedio de Longlín (1971-2000) | Parámetros climáticos promedio de Longlín (1971-2000) |
| Mes                                                              | Ene.                                                  | Feb.                                                  | Mar.                                                  | Abr.                                                  | May.                                                  | Jun.                                                  | Jul.                                                  | Ago.                                                  | Sep.                                                  | Oct.                                                  | Nov.                                                  | Dic.                                                  | Anual                                                 |
| ---------------------------------------------------------------- | ----------------------------------------------------- | ----------------------------------------------------- | ----------------------------------------------------- | ----------------------------------------------------- | ----------------------------------------------------- | ----------------------------------------------------- | ----------------------------------------------------- | ----------------------------------------------------- | ----------------------------------------------------- | ----------------------------------------------------- | ----------------------------------------------------- | ----------------------------------------------------- | ----------------------------------------------------- |
| Temp. máx. media (°C)                                            | 18.2                                                  | 20.1                                                  | 24.6                                                  | 29.4                                                  | 31.8                                                  | 33.2                                                  | 33.8                                                  | 33.6                                                  | 31.9                                                  | 28.5                                                  | 24.2                                                  | 20.8                                                  | 27.5                                                  |
| Temp. mín. media (°C)                                            | 10.2                                                  | 11.8                                                  | 15.3                                                  | 19.6                                                  | 22.3                                                  | 24.3                                                  | 24.7                                                  | 24.2                                                  | 22.4                                                  | 19.1                                                  | 14.8                                                  | 10.8                                                  | 18.3                                                  |
| Lluvias (mm)                                                     | 17.1                                                  | 21.4                                                  | 35.8                                                  | 61.4                                                  | 144.1                                                 | 180.4                                                 | 204.5                                                 | 182.3                                                 | 106.9                                                 | 70.6                                                  | 33.7                                                  | 12.4                                                  | 1070.6                                                |
| Días de lluvias (≥ 0.1 mm)                                       | 8.3                                                   | 8.6                                                   | 7.9                                                   | 10.0                                                  | 13.5                                                  | 14.4                                                  | 15.8                                                  | 16.3                                                  | 10.7                                                  | 9.4                                                   | 7.2                                                   | 4.8                                                   | 126.9                                                 |
| Horas de sol                                                     | 82.9                                                  | 78.1                                                  | 113.8                                                 | 141.2                                                 | 163.9                                                 | 165.0                                                 | 190.1                                                 | 194.8                                                 | 177.7                                                 | 147.1                                                 | 125.1                                                 | 126.1                                                 | 1705.8                                                |
| Humedad relativa (%)                                             | 76                                                    | 74                                                    | 72                                                    | 72                                                    | 75                                                    | 78                                                    | 80                                                    | 81                                                    | 80                                                    | 79                                                    | 78                                                    | 75                                                    | 76.7                                                  |
| Fuente: China Meteorological Administration 7 de octubre de 2010 |                                                       |                                                       |                                                       |                                                       |                                                       |                                                       |                                                       |                                                       |                                                       |                                                       |                                                       |                                                       |                                                       |